# Lacour
Fauroux (okzitanisch La Cort) ist eine französische Gemeinde mit 171 Einwohnern (Stand: 1. Januar 2022) im Département Tarn-et-Garonne in der Region Okzitanien (vor 2016: Midi-Pyrénées). Die Gemeinde gehört zum Arrondissement Castelsarrasin und zum Kanton Pays de Serres Sud-Quercy (bis 2015: Kanton Bourg-de-Visa). Die Einwohner werden Lacouriens genannt.

## Geografie
Lacour liegt etwa 44 Kilometer nordwestlich von Montauban am Flüsschen Montsembosc, das früher irreführend als Séoune bezeichnet wurde. Umgeben wird Lacour von den Nachbargemeinden Roquecor im Norden, Montaigu-de-Quercy im Nordosten, Touffailles im Osten, Fauroux im Südosten, Bourg-de-Visa im Süden sowie Beauville im Westen und Südwesten.
| Jahr      | 1962 | 1968 | 1975 | 1982 | 1990 | 1999 | 2006 | 2013 |
| --------- | ---- | ---- | ---- | ---- | ---- | ---- | ---- | ---- |
| Einwohner | 287  | 248  | 227  | 180  | 210  | 182  | 186  | 185  |

## Sehenswürdigkeiten
- frühere romanische Kirche Saint-Étienne von Castanède, seit 1971 Monument historique
- romanische Kirche Notre-Dame in Lacour, seit 1932 Monument historique
- romanische Kapelle Saint-Julien in La Motte, seit 1971 Monument historique

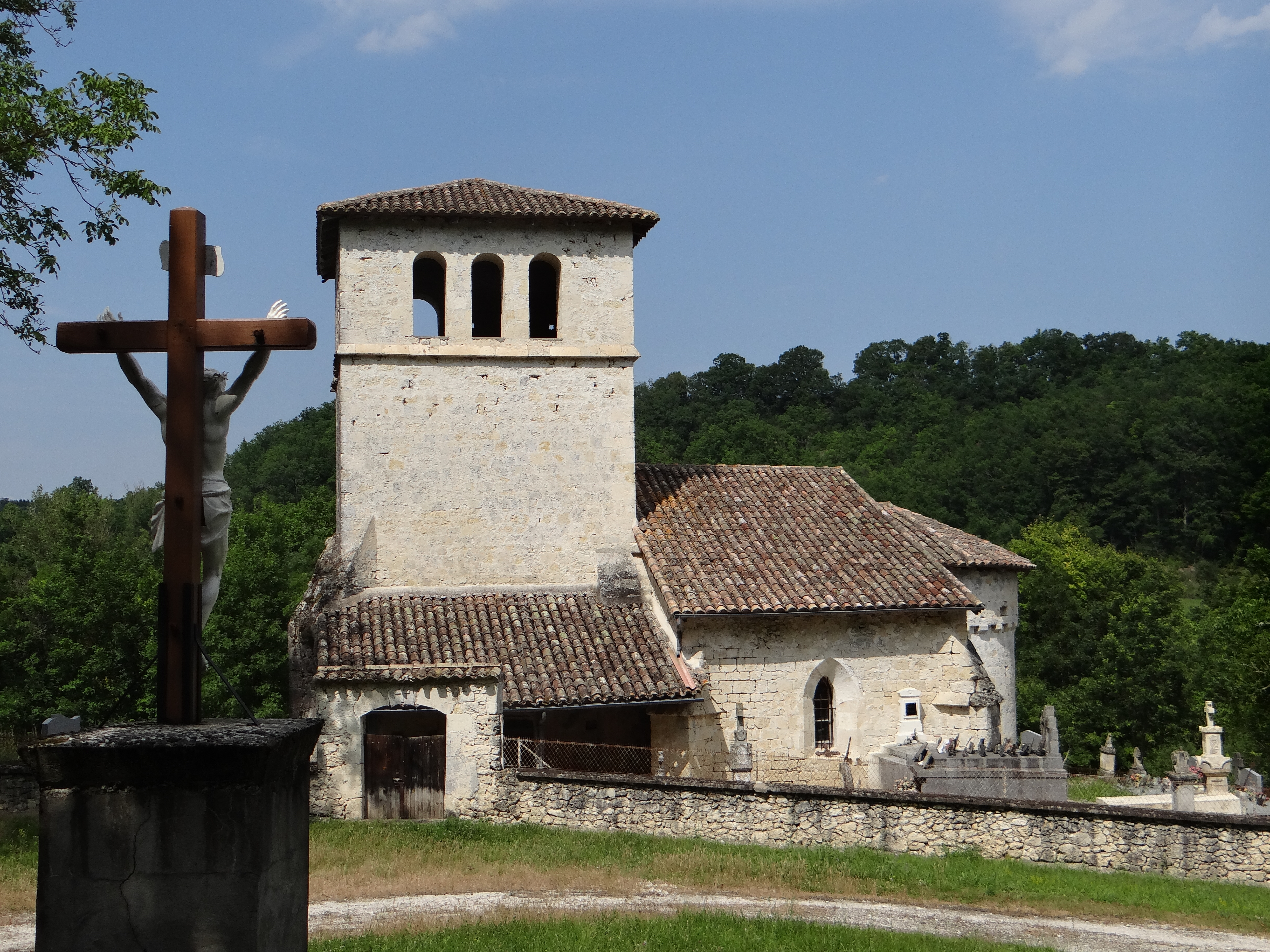
Kirche Saint-Étienne
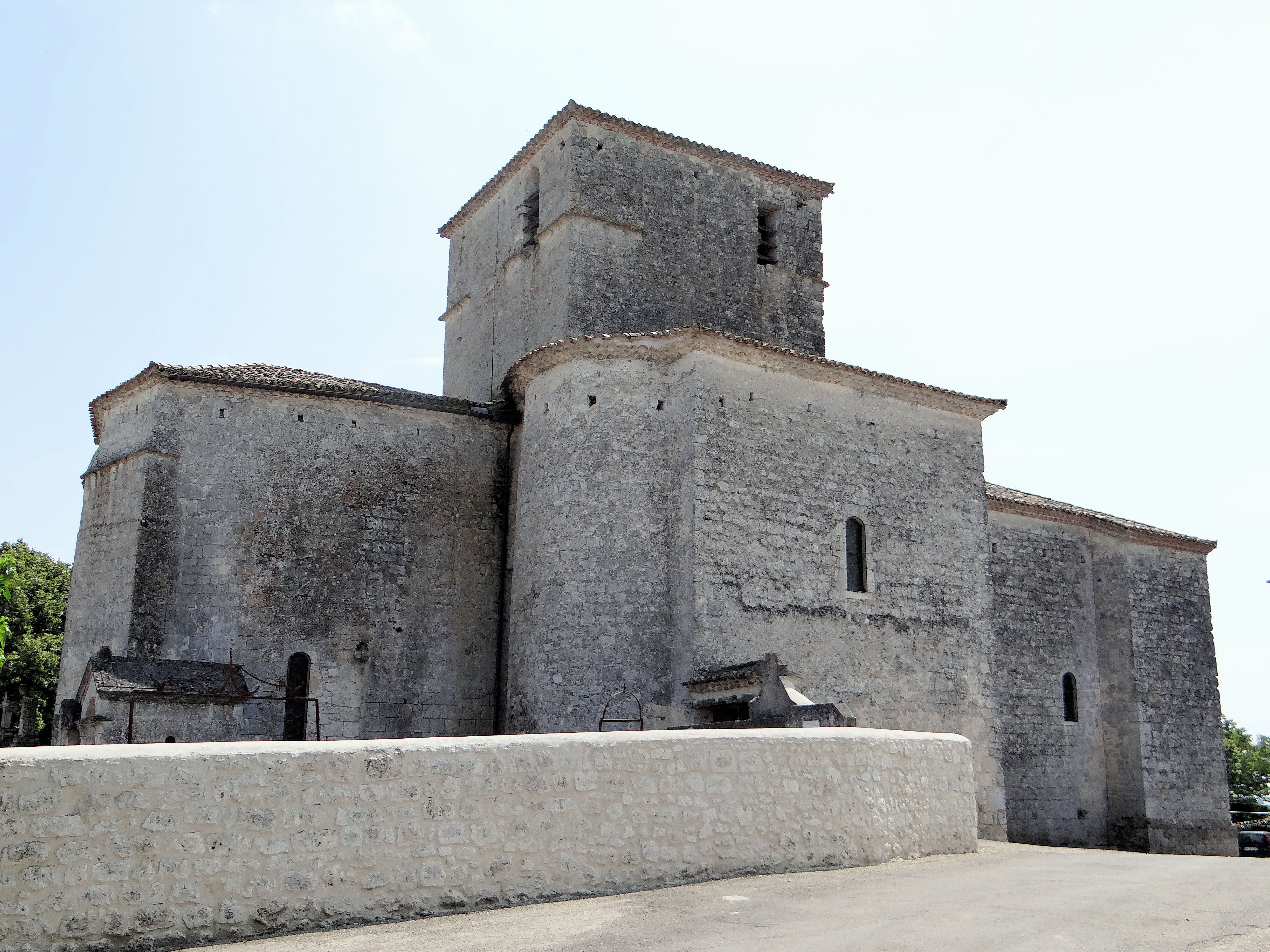
Kirche Notre-Dame
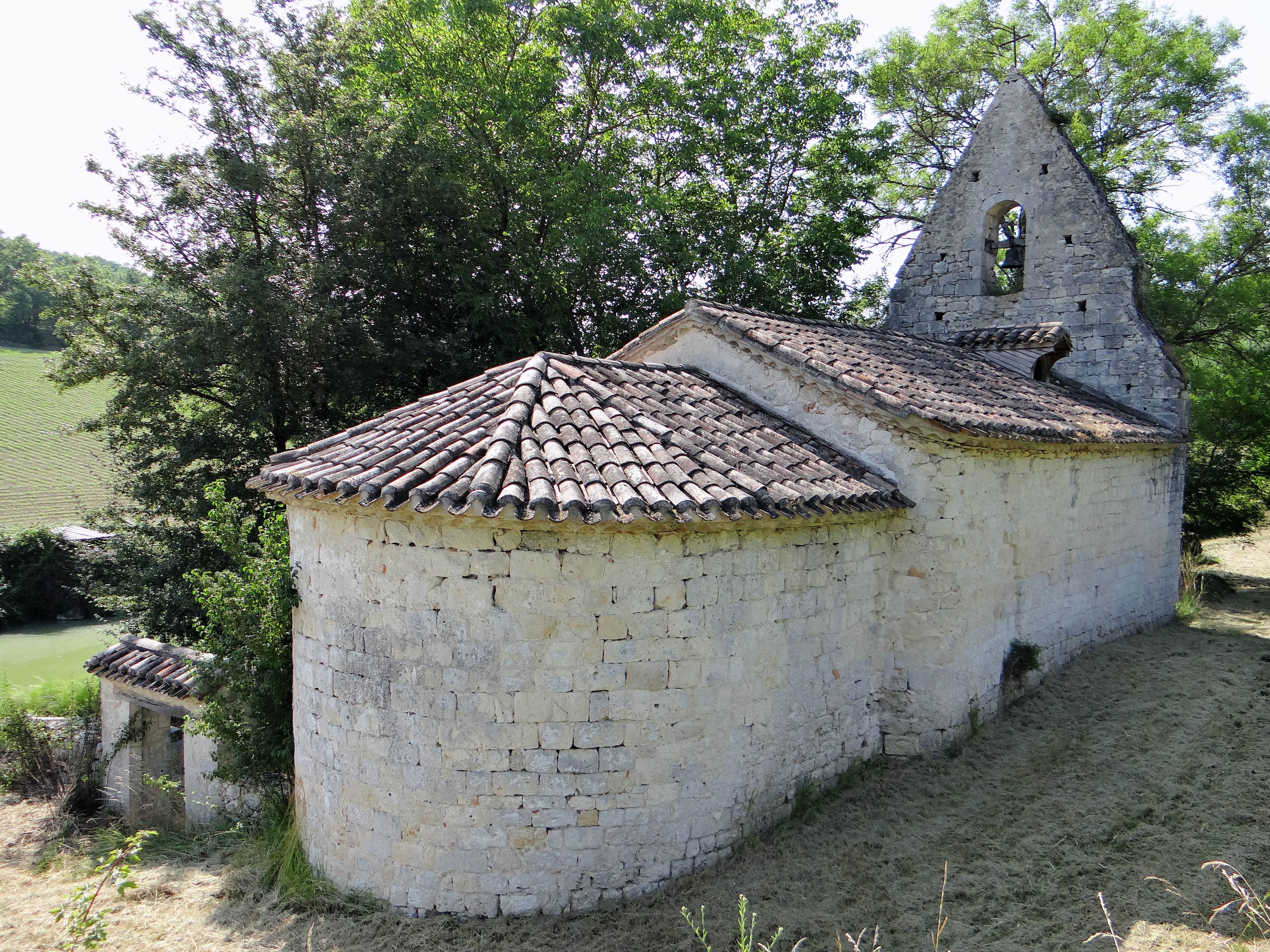
Kapelle Saint-Julien